# So'kanaa
 (janvier 2024).
So'kanaa est une société spécialisée dans la canne à sucre avec la commercialisation notamment d’un extracteur de jus de canne à sucre et d’une gamme de boissons de jus de canne à sucre. Elle a été créée le 02 janvier 2013 par Christophe Luijer.

## Historique
Lors d’un voyage au Vietnam en 2012, Christophe Luijer découvre le jus de canne à sucre pressé à l’aide d’extracteurs motorisés.  De retour en France, cet entrepreneur dans le bâtiment met au point son propre extracteur aux normes européennes. Ainsi naît Sokanaa-1, l’extracteur de jus de cannes à sucre homologué CE. La consommation du jus du canne est populaire dans de nombreuses régions - Asie, Amérique du Sud, Afrique, Caraïbes - mais pas en Europe. Pour cause, le manque de canne à sucre qui a besoin d’un climat particulier pour pousser. Pour pallier ce problème majeur, il importe du Vietnam de la canne à sucre surgelée sous le label So'kanaa. Une canne à sucre cultivée sans pesticide, ni OGM. Une culture "propre, irrigation naturelle, récolte à la main". Canne qui sera utilisée deux ans plus tard pour l’élaboration du jus de canne à sucre So'kanaa.
L’extracteur de jus de canne à sucre est principalement destiné au secteur de la restauration et de l’évènementiel. Il en est de même pour la canne à sucre surgelée tandis que les réseaux de distribution de la gamme de jus de cannes sont les magasins d’alimentation, les cafés, bars, restaurants et sandwicheries. 
2015 marque l'arrivée sur le marché du premier jus de canne pasteurisé So'kanaa. En 2019, la gamme se compose de quatre saveurs supplémentaires (fruit de la passion, mangue, goyave et le Nectar de canne).
So'kanaa commercialise également des fûts de jus de canne de 170 kilos à l’attention, entre autres, des distilleries de rhum. Parmi ses clients, le Massacre en Belgique ou le Métropolitain, la Distillerie d’Ile-de-France et la distillerie Franc-Tireur en France. 

## Sponsoring
En 2021, So'kanaa devient le partenaire-titre de Tim Darni, skipper des Sables d’Olonne. Il participe à la Mini-Transat 2021, une course transatlantique en solitaire et sans assistance à bord de voiliers de 6,50m.  Le skipper place le bateau So'kanaa jus 100% naturel à la 16ᵉ place du classement général.

## Récompenses
- En 2016, So'kanaa s’est vu décerner du Trophée Innovation Économique par l’Académie de l’Art Culinaire du Monde Créole.
- En 2018, So'kanaa se retrouve finaliste au Grand Prix Cuisine Actuelle et au Snacking d’Or.
- En 2018, So'kanaa est labellisé Saveur de l’Année[9].
- En 2019, So'kanaa reçoit le Laurier d’Or par la Fédération Internationale du Tourisme[10].